# 三峡好人
《三峡好人》是中国电影导演贾樟柯自编自导的第五部故事长片。影片描写两个从山西到三峡寻亲的男女各自的遭遇。该片在2006年第63届威尼斯电影节获得金狮奖。片名《三峡好人》借鉴自《四川好人》，从人的角度进行切入。

## 劇情
影片的大背景围绕三峡工程上游的奉节县展开，由兩條故事線平行構成，分別是煤礦工人韓三明與護士沈紅。
十六年前，韓三明买来的妻子么妹帶着女兒離開，他来到这里寻找回到奉节的妻女。他沿江而下，經過幾番波折，最终与妻子见面。得知妻子處境比從前更艰难，他用三萬元贖回妻子，最后返回矿山工作。
沈紅的丈夫郭斌始終毫無音訊，她前往奉节进行寻找。在他丈夫朋友的帮助下，沈红最终见到了自己的丈夫，卻得知丈夫已有新歡，她與丈夫尷尬地跳完了舞後要求離婚。

## 製作
- 出品人：周强 淡勃 任仲伦
- 编剧／导演：贾樟柯
- 主演：赵涛 韩三明
- 友情客串：王宏伟
- 类型：剧情
- 地区：中国
- 出品：西河星汇
- 联合拍摄：上影集团上海电影制片厂
- 首映日期：2006年9月6日（威尼斯）

## 表现手法
从表现手法来看，贾樟柯在后续访谈中提到，去的时候是想拍纪录片，最后改为故事片时时间很紧张。究竟是以一个在当地生活了很长时间的人感受这个故事，还是以外来人视角进入现实展开讲，他内心是矛盾的。后来他觉得应该以诚实的视角进入，就采用了两个外来人来到这个地方，可能有很深入的介入，可能有表层的略过。
影片的英文名Still Life（静物）也有其象征含义。贾樟柯在访谈中提到，在三峡走访时看到很多人家徒四壁，希望通过影片唤起对物质的关心。这种观点在诗人、文学评论家欧阳江河的观点也有体现。区别于许多艺术家对于三峡的静态描绘，影片将人的命运、物的状况融入其中，对复杂事物不做表层评述、不做来龙去脉的交代，而是不动声色的直接呈现，体现了影片的深邃与力量。
当代作家李陀认为，研究贾樟柯的现实主义，“故里”观念非常重要，也许这是其作品中最根本的要素。贾樟柯影片的一个母题，也是他的主题，就是故乡生活。这种生活是稳定的，某种意义上甚至是停滞的，又是正在现代化过程里被瓦解和破坏的，可是贾樟柯在这停滞和瓦解里发现了某种诗意，这正是导演视角独特的地方。

## 奖项
| 獎項               | 類別                 | 被提名者 | 結果 |
| ------------------ | -------------------- | -------- | ---- |
| 威尼斯电影节       | 金狮奖               | 三峡好人 | 獲獎 |
| 亞洲電影大獎       | 最佳劇情片           | 三峡好人 | 提名 |
| 亞洲電影大獎       | 最佳導演             | 賈樟柯   | 獲獎 |
| 亞洲電影大獎       | 最佳作曲             | 林強     | 提名 |
| 洛杉磯影評人協會   | 最佳外語片           | 三峡好人 | 獲獎 |
| 洛杉磯影評人協會   | 最佳攝影             | 力為     | 獲獎 |
| 德班國際电影节     | 最佳導演             | 賈樟柯   | 獲獎 |
| 特罗姆瑟国际电影节 | 费比西奖国际影评人奖 | 三峡好人 | 獲獎 |
| 智利国际电影节     | 最佳国际剧情长片     | 三峡好人 | 獲獎 |
| 智利国际电影节     | 最佳男演员           | 韩三明   | 獲獎 |